# Tatjana Wiktorowna Kusnezowa
Tatjana Wiktorowna Kusnezowa (russisch Татьяна Викторовна Кузнецова; * 28. November 1946 in Krasnogorsk,) ist eine sowjetische bzw. russische Philosophin und Hochschullehrerin.

## Leben
Tatjana Kusnezowa machte 1973 ihren Abschluss an der philosophischen Fakultät der Moskauer Lomonossow-Universität und trat dort in eine Aspirantur ein. Nachdem sie dort den akademischen Grad des Kandidaten der Wissenschaften, Fachrichtung  Ästhetik, erworben hatte, begann sie an dieser Universität zu unterrichten. Im Jahre 2000 wurde sie dort habilitiert und 2010 erhielt sie den Professortitel.